# 이종인
이종인(李宗仁,1556년 ~ 1593년)은 조선 중기의 무신이며 本貫은 개성이다., 1580년 무과 급제 후 임진 왜란에 참전하여 진주성 전투에서 전사하였다. 이황(李滉)의 문인이다. 나주 남평에서 태어났다.

## 생애

### 임진왜란 이전의 생애

#### 출생
1556년(명종 11년)에 태어났다.
이종인은 나주 남평 출신이며 本貫은開城. 성격이 굳세었고 절조가 있었다. 무과에 합격 하였다. 키는 8척 장신이었으며 외모가 수려하였다. 일찍부터 활쏘기와 말타기를 좋아하는 데다가 평소 무인이 될 자질을 연마하였다.
원래 그는 학문 연구에 뜻을 두고 퇴계 이황의 문인이 되었으나 그 뒤 타고난 기질이 대담하고 호방하여 무예를 연마하게 된다.

#### 무과 급제와 관료 생활
1580년(선조 13년) 별시무과(別試武科)에 응시해 급제하였다. 이후 군관으로서 북방을 지키게 되었는데 1583년 여진족 니탕개(尼湯介)가 쳐들어와서 경원(慶源)이 함락되어 당시 함경도 병마절도사인 이제신(李濟臣)이 그에 대한 죄를 지고 의주 인산진(麟山鎭)으로 유배되는 일이 벌어졌다. 이에 대한 토벌군에 참전하여 공을 세웠고, 이후에도 북방 수비에서 수차례 공을 세웠다.

### 임진왜란과 제2차 진주성 전투
임진왜란때 김해 부사로써 방어하는 일에 많은 조치를 하였다. 임진왜란이 발발하자 김성일의 휘하에서 활약했으며, 1593년 음력 4월 김해부사를 제수받았다. 그해 음력 6월 지난해(1592년)의 제1차 진주성 전투에서 패한 왜군이 무슨 일이 있어도 진주성을 함락시키라는 도요토미 히데요시의 엄명을 받아 5대(隊) 92,972명에 달하는 대군을 이끌고 진주성을 공격하자, 진주성에 합류하여 왜군과 싸워 뛰어난 용맹을 발휘하여 두드러지는 활약을 보였다. 음력 6월 28일 왜군이 총공격을 가해 성의 방어가 무너질 위기에 처하자 왜병 다섯을 쳐죽여 근처의 왜병들이 겁을 먹고 달아났으며, 그날 밤 초경에 왜군이 신북문 쪽으로 공격해오자 직속 수하들을 거느리고 싸워 이를 물리쳤다.
제2차 진주성 전투는 제1차 전투와 달리 진주목사인 서예원(徐禮元)이 나약하고 장수의 자질이 부족하여 조선측은 일괄적으로 통제되지 못하고 관군과 의병을 이끄는 여러 장수들의 개별적인 역량에 의지해 싸워야 했다. 28일 서예원이 야경을 소홀히 하여 적이 성 밑을 파서 성벽이 무너지게 되자 이종인은 몹시 노하여 서예원을 꾸짖기도 했다. 이날 전투에서 진주성 사람들이 크게 믿고 의지하던 충청병사(忠淸兵使) 황진(黃進)이 죽고 황진과 더불어 이름이 높았던 사천현감(泗川縣監) 장윤도 죽자 조선 측의 사기가 크게 떨어졌으며, 왜군에서 가토 기요마사가 고안한 공성 병기 귀갑차(龜甲車)가 조선 측 몰래 성 밑을 파서 성벽이 무너졌다.
1593년 6월 왜군은 10만 명이라는 대군을 거느리고 제2차로 진주성을 향해 쳐들어왔다. 왜군의 대병력이 무너진 성벽 틈으로 쳐들어오자 조선군과 의병들은 급격히 밀리기 시작했고 치열한 전투를 치르던 중 6월 28일 황진이 전사하게 된다. 이종인은 동료 장수이자 절친한 친구인 황진의 시신을 수습해 매장한 뒤 용감히 싸워 많은 왜군들을 죽이고 전사했다. 창의사(倡義使) 김천일(金千鎰)과 경상우병사 최경회(崔慶會) 등 여러 장수들이 죽고 백성 6만여 명은 전투 후 왜군에게 모두 학살되었다.
이종인의 죽음에 대해서 왜군의 탄환에 맞아 죽었다(선조실록·난중잡록)는 기록도 있고, 분전하다 마지막 순간에 왜군 두 명을 양 옆구리에 끼고 "김해부사 이종인이 오늘 여기에서 죽는다"라고 외치고 남강에 투신하였다(선조수정실록·국조보감·연려실기술)는 기록도 전한다.

### 사후
이후 선무원종공신(宣武原從功臣)에 녹훈되어 처음 병마절도사(兵馬節度使)로 증직되었다가 다시 병조판서에 추증되었다.

## 가족 관계
성명: 李 宗仁, 본관:開城 (父); 武亨, 모(母); 정선全氏, 배(配); 밀양朴氏, 자(字)伯春
위패: 晉州 影烈祠, 기타: 旌忠祠 碑,에도 기록이 있슴

## 참고사항
정조23년(1779년) 발간된 호남 절의록 참조 (원본 서울 국립 중앙 도서관 재중. 번역본은 남산 도서관 재중) 김세곤 저 임진왜란과 호남인 항쟁역사 참조
남산도서관 호남절의록에도 본관은 開城이씨로 되어있습니다(전주이씨 이종인은 김해부사가 아니고 내금위였슴. 전주이씨 종친회에 손해배상 청구예정임)

## 연관 항목
1. 선원록
2. 선조실록
3. 국조인물고
4. 호남절의록
5. 무과방목
6. 위 도서중 이종인이 전주이씨라 되어있는 책자가 있으면 개성이씨종친회 (010ㅡ3730ㅡ1160)로 연락바람